# 春歌 (アルバム)
『春歌』（はるうた）は、様々なアーティストの春の楽曲を集めたコンピレーション・アルバム。2006年3月1日発売。発売元はGT Music／Sony Music Direct。

## 解説
“春”を舞台にした、様々な楽曲を収録したコンピレーション・アルバム。発売元はソニー・ミュージック系列であるが、いくつかの楽曲は他社から音源を借りている。例えば、斉藤由貴「卒業」のライセンスはポニーキャニオンが所有している。
本作では柏原芳恵の歌唱で収録されている「春なのに」は中島みゆきのセルフカバーが、「夢で逢えたら」はサーカスのカバーがそれぞれ収録されている。
前年の2005年には、同じく春がテーマの楽曲のみを収録したコンピレーション・アルバム『春の桜と優雅に語らう17の知恵』（2005年2月23日）が発売されており、南沙織「春の予感 -I've been mellow-」と矢野顕子「春咲小紅」、村下孝蔵「初恋」はそちらにも収録されている。

## 収録曲
1. 春の予感 -I've been mellow-（1978年1月21日）
  - 作詞・作曲・編曲: 尾崎亜美
  - 歌: 南沙織[注釈 1]、資生堂'78春 CMソング。
2. 春咲小紅（1981年2月1日）
  - 作詞: 糸井重里、作曲: 矢野顕子、編曲: ymoymo
  - 歌: 矢野顕子、カネボウ化粧品'81 CMソング。
3. チェリーブラッサム（1981年1月21日）
  - 作詞: 三浦徳子、作曲: 財津和夫、編曲: 大村雅朗
  - 歌: 松田聖子
4. 唇よ、熱く君を語れ（1980年1月21日）
  - 作詞: 東海林良、作曲: 渡辺真知子、編曲: 船山基紀
  - 歌: 渡辺真知子、カネボウ化粧品'80 CMソング。
5. 微笑がえし（1978年2月25日）
  - 作詞: 阿木燿子、作曲・編曲: 穂口雄右
  - 歌: キャンディーズ
6. マイ・ピュア・レディ（1977年2月5日）
  - 作詞・作曲: 尾崎亜美、編曲: 松任谷正隆
  - 歌: 尾崎亜美、資生堂'77春 CMソング。
7. 卒業（1985年2月21日）
  - 作詞: 松本隆、作曲: 筒美京平、編曲: 武部聡志
  - 歌: 斉藤由貴
8. 春なのに（1983年1月11日）
  - 作詞・作曲: 中島みゆき、編曲: 服部克久・J.サレッス
  - 歌: 柏原芳恵[注釈 2]
9. 心の旅（1973年4月20日）
  - 作詞・作曲: 財津和夫、編曲: チューリップ
  - 歌: チューリップ
10. 僕の胸でおやすみ（1973年7月1日）
  - 作詞・作曲: 山田つぐと、編曲: 石川鷹彦
  - 歌: かぐや姫
11. 初恋（1983年2月25日）
  - 作詞・作曲: 村下孝蔵、編曲: 水谷公生
  - 歌: 村下孝蔵[注釈 3]
12. 卒業写真（1975年2月5日）
  - 作詞・作曲: 荒井由実、編曲: 服部克久
  - 歌: ハイ・ファイ・セット[注釈 4]
13. すみれ色の涙（1981年6月5日）
  - 作詞: 万里村ゆき子、作曲: 小田啓義、編曲: 萩田光雄
  - 歌: 岩崎宏美[注釈 5]
14. Hi-Hi-Hi（1977年3月5日）
  - 作詞・作曲: 森雪之丞、編曲: 高田弘
  - 歌: あおい輝彦
15. 春風のいたずら（1974年3月1日）
  - 作詞: 千家和也、作曲: 都倉俊一、編曲: 馬飼野俊一
  - 歌: 山口百恵
16. 襟裳岬（1974年12月10日）
  - 作詞: 岡本おさみ、作曲: 吉田拓郎
  - 歌: よしだたくろう{{森進一への提供曲のセルフカバー、1974年の第16回日本レコード大賞受賞曲。}}
17. 夢で逢えたら（1996年4月22日）
  - 作詞・作曲: 大瀧詠一、編曲: 松本晃彦
  - 歌: ラッツ&スター[注釈 6]

## 関連作品
- 春の桜と優雅に語らう17の知恵（2005年2月23日）
- 夏歌（2004年6月23日）
- 夏歌2（2005年6月22日）
- 秋の夜長と上手につきあう17の知恵（2004年9月23日）
- 秋歌（2005年8月31日）
- 冬歌（2004年11月26日）
- 冬歌2（2005年11月23日）